# Тальновский комбинат хлебопродуктов
Тальновский комбинат хлебопродуктов (укр. Тальнівський комбінат хлібопродуктів) — предприятие пищевой промышленности в городе Тальное Черкасской области.

## История
Комбинат хлебопродуктов был создан на базе нескольких ранее существовавших предприятий мукомольной промышленности в результате их объединения.
В состав комбината вошли элеватор (построенный возле железнодорожной станции до начала Великой Отечественной войны, но разрушенный в ходе боевых действий и немецкой оккупации 29 июля 1941 - 9 марта 1944 и позднее восстановленный), мельница, комбикормовый завод и построенный в 1968 году кукурузокалибровочный завод.
В советское время комбинат входил в число ведущих предприятий города.
После провозглашения независимости Украины комбинат перешёл в ведение министерства сельского хозяйства и продовольствия Украины.
В марте 1995 года Верховная Рада Украины внесла комбинат в перечень предприятий, приватизация которых запрещена в связи с их общегосударственным значением.
После создания в августе 1996 года государственной акционерной компании "Хлеб Украины" комбинат стал дочерним предприятием ГАК "Хлеб Украины".
В апреле 1999 года КХП было предоставлено право на самостоятельное заключение договоров поставок материально-технических ресурсов. В дальнейшем, на базе комбината были созданы два юридических лица (производственно-заготовительное предприятие «КХП Тальне» и дочернее предприятие «Тальновский комбинат хлебопродуктов»).
В ноябре 2004 года началось рассмотрение дела о банкротстве предприятия, в ходе которого в 2007 году был подписан план санации имущественного комплекса комбината.
После создания 11 августа 2010 года Государственной продовольственно-зерновой корпорации Украины комбинат был включён в состав предприятий ГПЗКУ, процесс передачи имущества КХП был завершён в сентябре 2013 года.
25 декабря 2013 года хозяйственный суд Черкасской области признал КХП банкротом, после чего имущественный комплекс государственного предприятия стоимостью около 200 млн. гривен был выкуплен за 17,5 млн. гривен компанией ООО «КХП Тальне».
В июле 2015 года высший хозяйственный суд Украины признал незаконным судебное решение о банкротстве и продаже комбината. 27 апреля 2017 года бывший управляющий санацией КХП был взят под стражу по обвинению в хищении 55 млн. гривен при осуществлении приватизации комбината.

## Современное состояние
Основными функциями предприятия являются хранение и переработка зерна. Также комбинат производит пшеничную муку высшего и первого сорта.
Общая ёмкость КХП составляет 43,5 тыс. тонн (в том числе элеваторная - 27,5 тыс. тонн и складская - 16 тыс. тонн).